# Bomolocha dicialis
Bomolocha dicialis är en fjärilsart som beskrevs av Dyar 1918. Bomolocha dicialis ingår i släktet Bomolocha och familjen nattflyn. Inga underarter finns listade i Catalogue of Life.